# 禿毛假白烏介
禿毛假白烏介（学名：Falsobuntonia deglabralis）为粗面介科假白烏介屬下的一个种。